# Naddö

Naddö är en herrgård i Örberga socken, Vadstena kommun. Nuvarande huvudbyggnad i två våningar uppfördes 1918 och ritades av arkitekten Henning Möller.

## Historik
Naddö är belägen vid en vik i Vättern i Örberga socken, Dals härad. Gården nämns 1537 då den säljs av Karin Nilsdotter till riddaren Birger Nilsson. År 1687 var det en frälsegård och tillhörde fru Maria Skytte. Ägdes 1700 av Anna Hircks, 1853 av C. E. Rosenberg och 1872 av J. W. Lindgren.
Naddö tillhörde 1902–1918 Verner von Heidenstam, som sålde gården till K. G. Hedmark, vilken överlät gården till ett familjebolag.